# حسين أباد لدي
حسين أباد لدي (بالفارسية: حسین‌آباد لدی) هي قرية تقع في قسم دلغان الريفي (مقاطعة دلغان) في إيران. يقدر عدد سكانها بـ 60 نسمة .